# Sergei Dementjew
Sergei Dementjew (* 18. Juni 2001) ist ein  kasachischer Leichtathlet, der sich auf den Zehnkampf spezialisiert hat.

## Sportliche Laufbahn
Erste Erfahrungen bei internationalen Meisterschaften sammelte Sergei Dementjew im Jahr 2017, als er bei den Jugendasienmeisterschaften in Bangkok mit 4950 Punkten den sechsten Platz im Zehnkampf belegte. 2023 gelangte er bei den Hallenasienmeisterschaften in Astana mit 4838 Punkten auf Rang sieben im Siebenkampf.
In den Jahren 2021 und 2022 wurde Dementjew kasachischer Meister im Zehnkampf. Zudem wurde er 2021 und 2023 Hallenmeister im Siebenkampf.

## Persönliche Bestleistungen
- Zehnkampf: 6310 Punkte, 10. Juni 2022 in Athen
  - Siebenkampf (Halle): 4838 Punkte, 12. Februar 2023 in Astana